# Торричелла-дель-Пиццо
Торричелла-дель-Пиццо (итал. Torricella del Pizzo) — коммуна в Италии, располагается в регионе Ломбардия, в провинции Кремона.
Население составляет 721 человек (2008 г.), плотность населения составляет 30 чел./км². Занимает площадь 24 км². Почтовый индекс — 26040. Телефонный код — 0375.
Покровителем коммуны почитается святитель Николай Мирликийский.

## Демография
Динамика населения:

## Администрация коммуны
- Официальный сайт: